# Lancelot of de Ridder van de kar
Lancelot of de Ridder van de kar (in het Frans Lancelot ou le Chevalier de la charrette) is een epos geschreven tussen 1176 en 1181 door Chrétien de Troyes, in opdracht van Marie de Champagne. Het werk behoort tot de Arthurromans en werd waarschijnlijk in dezelfde periode geschreven als Ywain, de Ridder van de Leeuw (Yvain ou le Chevalier au lion), waarin vaak naar Lancelot wordt verwezen. In dit gedicht wordt voor het eerst de liefdesaffaire tussen Guinevere en Lancelot beschreven.

## Verhaal
Het verhaal focust zich met name op Lancelots poging om de koningin te bevrijden, nadat ze is ontvoerd door Meleagant, de zoon van Bademagu, maar eveneens op de persoonlijke strijd van Lancelot om aan zijn verplichtingen te voldoen van zowel krijger als minnaar die zich dient te beperken tot de hoofse liefde. Dit epos is het enige waarin Guinevere een van de hoofdpersonen is. In bijna al de Troyes' werken heeft ze een kleinere en traditionelere rol. 
Chrétien de Troyes heeft Lancelot of de Ridder van de kar niet voltooid. De laatste duizend regels werden toegevoegd door Godefroi de Lagny. Er is veel gespeculeerd over de houding van Chrétien tot dit gedicht; sommige geleerden denken dat hij het niet voltooide omdat hij het niet eens was met het overspel dat plaatsvindt in het verhaal. Bovendien zou het kunnen zijn dat Chrétien de Troyes minder geïnteresseerd was in dit verhaal en liever meer tijd besteedde aan Ywain, de Ridder van de Leeuw. In de proloog geeft de schrijver al aan dat zijn mecenas Marie de Champagne veeleisend was wat betreft dit epos en dat hij het bijvoorbeeld zelf niet eens is met de hoofse liefde. Echter, hij diende hier wel over te schrijven omdat zij dit aan hem opgaf. 
De titel van dit werk is op zijn minst opmerkelijk te noemen en zelfs paradoxaal, aangezien een ridder zich niet op een kar zou moeten verplaatsen. Een kar was immers een vervoermiddel voor mensen van lage standen. Het was voor de ridder echter het enige middel om Guinevere te redden, nadat zijn paard door Meleagant in de strijd was gedood. 